# کوهلنتال
کوهلنتال (به آلمانی: Kühlenthal) یک شهر در آلمان است که در آوگسبورگ واقع شده‌است.